# 角錐柱
在幾何學中，角錐柱又稱為棱锥柱、長錐體或長角錐（英語：Elongated pyramid），是指一系列的多面體，滿足一個錐體由底面向下延伸形成柱體並與原來的錐體共同圍出的一個封閉空間或一個柱體的頂面或底面其中之一各個頂點向它所在的平面外一點依次連直線段而與柱體共同為出一塊封閉的空間構成，其也可以視為一個錐體與一個柱底疊在一起的幾何體。由於以錐體為主，因此該系列多面體皆為自身對偶，但若底面的對偶多邊形為其它形狀則例外。
角錐柱系列多面體是從三開始的，因為二角錐柱已經退化成平面了。
若角錐柱的底面為正多邊形則稱為正角錐柱，每個面皆為正多邊形的正角錐柱只有三種：正三角錐柱、正四角錐柱及正五角錐柱。

## 詹森多面體
所有正角錐柱中包含了三種詹森多面體，即前面提到的三個角錐柱：正三角錐柱、正四角錐柱及正五角錐柱。
|  | 名稱            | 面                              |
|  | --------------- | ------------------------------- |
|  | 正三角錐柱 (J7) | 3+1個三角形、3個正方形          |
|  | 正四角錐柱 (J8) | 4個三角形、4+1個正方形          |
|  | 正五角錐柱 (J9) | 5個三角形、5個正方形、1個五邊形 |